# 一新會
霧峰一新會，通稱一新會，是一個由霧峰林家林攀龍等人創辦於1932年的文化啟蒙組織。

## 歷史
1932年（昭和7年）2月，林攀龍從德國返回臺灣，並回到家鄉霧峰。同月24日，他在當地籌備發起成立文化啟蒙組織。同年3月29日，林攀龍等人創立霧峰一新會，並由父親林獻堂主導會務；該組織以其家族成員與霧峰庄及其鄰近居民為主要會員，又以提升農村文化為成立目的，其宗旨為「促進霧峰庄內之文化而廣布清新之氣於外，使漸即自治之精神，以期新臺灣文化之建設」。

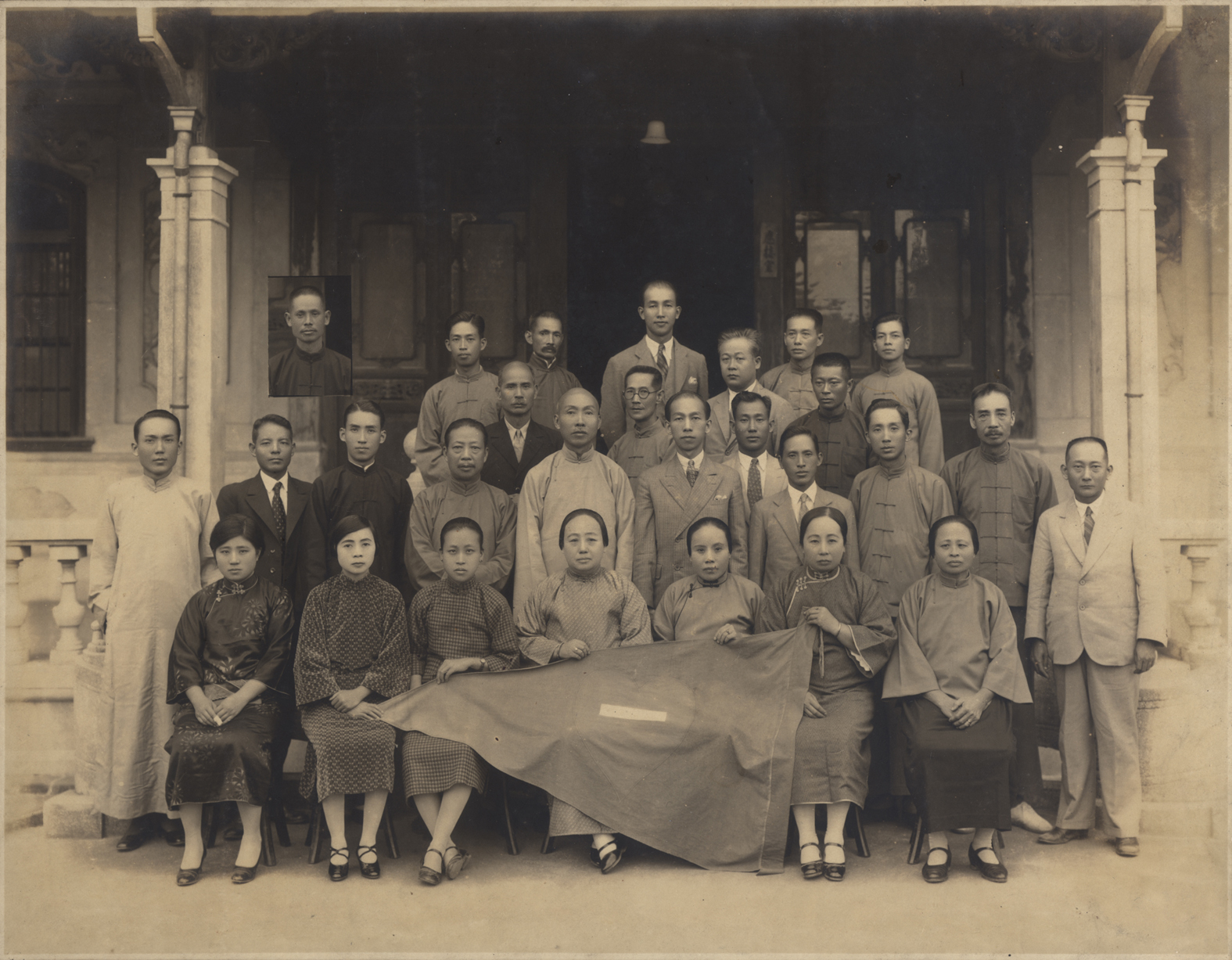
霧峰一新會會員及其會旗合影於會館前，攝影於1932年11月9日；前排右二呂裕（林其賢妻）、右三楊桂鶯（林春懷妻）、右四楊水心（林獻堂妻）、右五林吳帖（林資彬妻）。 (照片由郭双富提供)

不久，一新會的會館、會旗、會歌紛紛開始建置，並將會址設於萊園林梅堂庭院。1932年11月，經組織幹部決議，其會旗樣式為藍底長三角形中有一紅色心形，心形圖案中又有一「一」字。
同時，一新會開始舉辦各項活動，如日曜講座、辯論會、讀書會等文化活動，又如老人慰安會、兒童親愛會、青年座談會、婦人茶話會等社會活動，還有各種體育活動。
一新會創立初期參與者多為男性知識份子，又有許多成員為中臺灣地方士紳。但是，在1935年的組織名簿中已可見10位女性幹部，其中有吳素貞（又名吳帖，曾任社會部委員，兼任手工藝教學和演講庶務等工作）、曾珠如（曾任社會部委員，林攀龍的妻子）、洪瑞蘭（於1931年取得臺中州產婆執照，1932年加入一新會，曾任衛生部委員，並舉行過11次醫療衛生相關主題演講）等人。後來，何秀眉（在前往日本進修返臺後開設「秀眉洋裁研究室」，戰後創辦台中太陽堂餅店）也在加入一新會後教授會員西洋裁縫技巧，並擔任學藝部委員。
除平日研習活動外，一新會也會定期舉辦成果展示會。
1937年，在七七事變爆發不久後，其一切活動宣告休止。
戰後，吳素貞及曾珠如等成員曾當選制憲國民大會代表，會館所在地則被霧峰林家轉作臺中縣立霧峰初級中學校地，林攀龍成為該校首任校長。

## 組織
一新會以委員制運作，設有委員30位；初任會長林攀龍即由委員互選產生。委員會下設有調查、衛生、社會、學藝、體育、產業、庶務、財務等8個部會。同時，一新會又委請林獻堂、蔡培火、林其賢等人擔任顧問。另外，一新會也設有一新義塾，以教授漢文、日文。

## 會歌

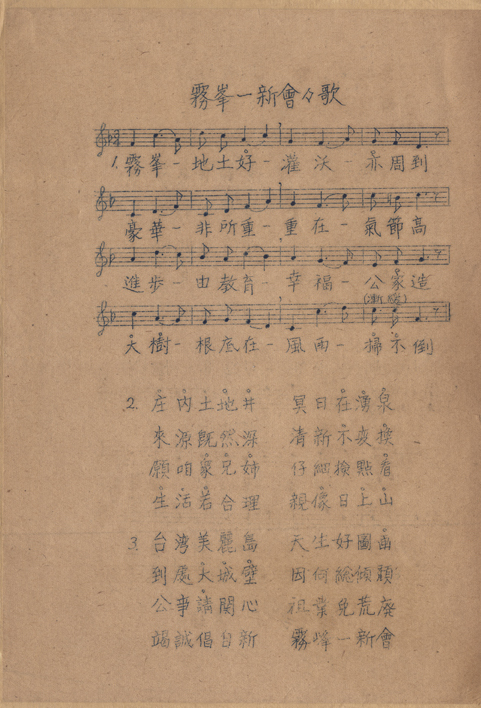
霧峰一新會會歌曲譜 (郭双富提供)

### 歌詞
1.
　　　　霧峰地土好    灌沃亦週到
　　　　豪華非所重    重在氣節高
　　　　進步由教育    幸福公家造
　　　　大樹根底在    風雨掃不倒
2.
　　　　庄內土地井    冥日在湧泉
　　　　來源既然深    清新不變換
　　　　願咱眾兄姐    仔細檢點看
　　　　生活若合理    親像日上山
3.
　　　　台灣美麗島    天生好圖畫
　　　　到處大城壁    因何總傾頹
　　　　公事請關心    祖業免荒廢
　　　　結成倡日新    霧峰一新會

## 外部連結
- 台灣文學辭典資料庫檢索系統-一新讀書會 （页面存档备份，存于）